# Rezerwat przyrody Osetnica
Rezerwat przyrody Osetnica – krajobrazowy rezerwat przyrody w województwie mazowieckim, położony w południowo-wschodniej części miasta Gostynin, niewielki jego fragment leży na terenie gminy wiejskiej Gostynin.
Został powołany Zarządzeniem Ministra Ochrony Środowiska i Zasobów Naturalnych z dnia 29 grudnia 1987 r. (M.P. z 1988 r. nr 5, poz. 47) na powierzchni 54,66 ha.
Celem ochrony, według aktu powołującego, jest zachowanie unikalnego krajobrazu przełomu rzeki Osetnicy.
Rezerwat leży na terenie morenowym, z licznymi pagórkami. Znajdują się tu liczne siedliska zwierząt i różnorodne zespoły roślinne.